# The Renaissance
The Renaissance er et album fra 2008 af den amerikanske rapper Q-Tip. Det er hans første album siden Amplified i 1999. Titlen hentyder til en slags genoplivning for hip-hoppen. Alle numre er produceret af Q-Tip selv, på nær Move, som er produceret af J Dilla. Albummet udkom d. 4. november 2008 i USA, samme dag som det amerikanske præsidentvalg.

## Sange
| #  | Titel                      | Medvirkende kunstnere | Længde | Samples                                       |
| -- | -------------------------- | --------------------- | ------ | --------------------------------------------- |
| 1  | "Johnny is Dead"           |                       | 3:02   |                                               |
| 2  | "Won't Trade"              |                       | 2:41   | Ruby Andrews: "You Made a Believer Out of Me" |
| 3  | "Gettin' Up"               |                       | 3:18   | Black Ivory: "You and I"                      |
| 4  | "Official"                 |                       | 3:19   |                                               |
| 5  | "You"                      |                       | 3:02   |                                               |
| 6  | "We Fight / We Love"       | Raphael Saadiq        | 4:47   |                                               |
| 7  | "Manwomanboogie"           | Amanda Diva           | 3:06   | Can: "Aspectable"                             |
| 8  | "Move" / "Renaissance Rap" |                       | 5:49   | The Jackson 5: "Dancing Machine"              |
| 9  | "Dance on Glass"           |                       | 3:02   |                                               |
| 10 | "Life is Better"           | Norah Jones           | 4:41   |                                               |
| 11 | "Believe"                  | D'Angelo              | 2:57   |                                               |
| 12 | "Shaka"                    |                       | 3:33   |                                               |